# Stazione di Isernia
Stazione di Isernia vasútállomás Olaszországban, Molise régióban, Isernia településen.

## Vasútvonalak
Az állomást az alábbi vasútvonalak érintik:
- Termoli–Venafro-vasútvonal

## Kapcsolódó állomások
A vasútállomáshoz az alábbi állomások vannak a legközelebb: 
- Stazione di Pesche
- Stazione di Sant'Agapito-Longano